# Référendum de 2020 sur l'abolition de l'amendement Gallagher au Colorado
Un Référendum de 2020 sur l'abolition de l'amendement Gallagher a lieu le 3 novembre 2020 au Colorado. La population est amenée à se prononcer sur un amendement constitutionnel d'initiative parlementaire, dit Amendement B, visant à abroger l'amendement Gallagher sur les taxes d'habitation en permettant à l'état de geler le taux à son niveau en vigueur (7,15 % pour les propriétés résidentielles et 29 % pour les autres), et à les baisser à l'avenir par voix législative, tout en imposant de recourir à la voix référendaire pour une hausse.
La proposition est approuvée à une large majorité.

## Résultats
| Choix                     | Votes     | %     |
| ------------------------- | --------- | ----- |
| Pour                      | 1 740 395 | 57,52 |
| Contre                    | 1 285 136 | 42,48 |
|                           |           |       |
| Votes valides             | 3 025 531 | 91,80 |
| Votes blancs et invalides | 270 135   | 8,20  |
| Total                     | 3 295 666 | 100   |
| Abstention                | 498 124   | 13,13 |
| Inscrits/Participation    | 3 793 790 | 86,87 |